# Rivière le Renne
Rivière le Renne är ett vattendrag i Kanada.   Det ligger i provinsen Québec, i den sydöstra delen av landet, 240 km öster om huvudstaden Ottawa.
Omgivningarna runt Rivière le Renne är en mosaik av jordbruksmark och naturlig växtlighet. Runt Rivière le Renne är det tätbefolkat, med 331 invånare per kvadratkilometer.